# Oranjestad-Oost Other
Oranjestad-Oost Other – strefa (zone) w regionie Oranjestad-Oost w środkowo-zachodniej części kraju autonomicznego Aruba, należącego do Holandii, w Ameryce Południowej. 1 stycznia 2020 r. była niezamieszkana.  

## Podział administracyjny
W skład strefy nie wchodzi żadna miejscowość.